# Берёзненское (озеро)
Берёзненское (Берёзно) — озеро в Лядской волости Плюсского района Псковской области близ границы с Гдовским районом. Площадь — 0,13 км² (13,0 га), наибольшая глубина 1,5 м. В озеро впадает протока из реки Рожни, сток по другой протоке осуществляется в реку Яню. На северо-восточном берегу озера стоит деревня Берёзно. Тип озера — плотвично-окуневый; водятся щука, плотва, окунь, карась, вьюн, красноперка, язь, линь; могут встречаться раки. Берега как крутые, так и отлогие и низкие, частично заболоченные, на них лес, луга, огороды, коряги, сплавины. Дно в прибрежье — ил, заиленный песок, песок, в центре — ил.

## Исторические сведения
Первое письменное упоминание об этом озере находится в писцовой книге 1498/99 годов письма Матвея Ивановича Валуева.

«В Залесье в Щепецком погосте великаго князя волости в Олексеевской, да в Микифоровской, да в Григорьевской Борисовых детей Мураш[к]ина, в Замошье пустошь Березна меж Яни реки и Рожны и Березна озера, да пустошь Дехини, что пахали наездом из Дворищ Мишка Петров да Федко Куров, даны Зиновку Иванову сыну, да его сыну Кондрату, да Вельяминку Максимову, на тех им пустошех дворы себе ставити и роспахивати. А лгота им дана на 4 годы; а отсидев лготу давати им оброку с тех деревень 7 пудов меду Московская и за обежную дань. А дати им тот оброк впервые на Рождество Христово лета 7010; а не будет у них меду, и им давати за пуд меду 2 гривны Ноугородские. А дворецкаго пошлины, и дьячие, и ключничи давати им 10 денег.»— [РГАДА, Ф.1209, Оп.1, №706, л.270]; опубликовано: «Новгородские писцовые книги, изданные императорской Археографической комиссией», т. 5, СПб, 1905 г., ред. С. К. Богоявленский, стб. 422.
В те времена лежало оно на границе между Щепецким и Лятцким погостами. Упоминаемая в Щепецком погосте пустошь Березна, где в 1498/99 году было решено отстроить деревню, находилась у юго-западного побережья этого озера. В писцовой книге 1550/51 года письма Ивана Григорьевича Белеутова описана уже жилая деревня Березна.

«В Щипецком же погосте царя великого князя две деревни, а в писцовых книгах написаны были пустоши и в обжи были не положены.

Деревня Березна меж Яне реке и Рожны, Березна озера оброчные бортники: (в) Данилко Зиновьев, (в) Гришка Кандратов, во дворе Филипко Федоров, сеют четыре коробьи ржи, а сена косят пятдесят копен, и обложена обжа, а сошного письма треть сохи.

Да деревня Дехино: (в) Палка Омельянов, (в) Иванко Захаров, (в) брат его Якуш, (в) Данилко Петров, (в) Анашка Власов, (в) Иванко Савин, сеют десять коробей ржи, без сена и обложена две обжи.

А оброку дают в дворец за обежную дань и за мед за семь пуд за Московскую денег четырнатцать гривен двенатцать денег в Ноугороцкое число, а в Московское число два рубли три алтына без дву денги. И перед старым доходом прибыло оброку денег четыре алтына. А земля в обеюх деревнях середняя. А те две деревни в оброце за Степаном за Федоровым сыном Боброва по грамоте дворецкого Ноугороцкого Семена Александровича Упина да дворцовых дьяков Казарина Дубровского да Богдана Логинова лета 7056 октября.»— [РГАДА, Ф. 1209, Оп. 1, № 709, лл. 6 об., 7.]; опубликовано по другому списку: «Новгородские писцовые книги, изданные императорской Археографической комиссией», т. 5, СПб, 1905 г., ред. С. К. Богоявленский, стб. 321, 322.
В писцовой книге 1571 года письма Яныша Иванова сына Муравьева сохранилось описание бывшей дворцовой деревни Березняг (бывшая Березна) и стоявшего рядом починка Котов в Щепецком погосте, а в Лядском погосте — описание деревни Березно (ныне — дер. Берёзно) и самого озера. Все эти селения были в то время пусты.

«2. Погост Щепеттцкой.

За помещики поместья по государевым грамотам и по выписем писцов Семена Федоровича Нагово с товарищи.

[…]

За князем Иваном Ивановичем Елецкого да за племянником за его за князем Иваном Михайловичем Елецкого.

[…]

Дер. дворцовая Березняг, пол-обжи пуста.

Поч. Котов, пол-обжи пуста.

[…]

8. Погост Ляцкой.

За помещики, а владеют по государевым грамотам, и по отделным, и по ввозным писцов Семена Федоровича Нагово да князя Ивана Васильевича Андомъского с товарыщы, и по дьячим Ноугородцких дьяков по отделным грамотам.

За государевым великого князя дьяком за Данилом Микулина сына Бартенева.

[…]

Дер. Березно, 2 обжи пуста, пашни было в поле на обжу по пол-4 четверти, а в дву по тому-ж, сена 3 копны, лесу пашенного и непашенного в длину верста, поперег пол-версты; да у той жа деревни озерко вдоль и поперек пол-версты, рыбы в нём плотица, да ершишко, да окунь.»— [РГАДА, Ф. 137, Оп. 1, Новгород, № 8, лл. 28, 35, 35 об., 203, 204 об., 205]; опубликовано: «Новгородские писцовые книги, изданные императорской Археографической комиссией», т. 5, СПб, 1905 г., ред. С. К. Богоявленский.
В писцовой книге 1581/82 года письма Леонтия Ивановича Аксакова в Щепецком погосте упомянуты пустоши Зиновкина (бывшая Березна) и Котова (бывший починок Котов).

«За князем Иваном за княж Михайловым сыном Елетцкого поместье за ним по отделной грамоте 80-го году, а преж того была в поместье за Иваном Микитиным сыном Пустошкина.

[…]

(Пуш), что была деревня Зиновкина на речке на Яне, а в ней (м) дворовое, пашни перелогом полтретьи коробьи в поле, а в дву по тому ж, сена пять копен, пол обжи.

(Пус), что была деревня Котова на озере на Березнетцком, а в ней (м) дворовое крестьянское, пашни перелогом полтретьи коробьи в поле, а в дву по тому ж, сена пять копен, лесу, бору и болота ко всем пустошам в длину на две версты, а поперег на версту, пол обжи.»— [РГАДА, Ф. 1209, Оп. 1, № 957, лл. 795, 795 об.]
В дальнейшем деревня здесь так и не возникла. В материалах Генерального межевания в этом месте была замежёвана дача пустоши Дроздова. До Великой Отечественной войны на западном берегу озера стоял хутор.

В Лядском же погосте (на северо-восточном берегу озера) в писцовой книге 1584 года письма Григория Бундова описывается деревня Березно жилой.

«(л. 45 об.) За Захарьем за Скобелцыным […]

[…]

(Дрв) Березно над озером над Березным, а крестьян: (в) Шевляга Макаров, (в) Игнашко Яковлев, в поле середние земле живущего пол обжи да перелогом полторы обжы, а в дву по тому ж, сена копна, лесу пашенного и непашенного на пол версты.»— [РГАДА, Ф. 1209, Оп. 1, № 967, лл. 45 об., 50]
Впоследствии эта деревня больше не пустела, ныне она называется — Берёзно, находится в Плюсском районе Лядской волости.